# Остров Виктория (Лагос)
Остров Виктория — богатый район, который включает в себя бывший одноименный остров, соседствующий с островом Лагос, Икойей и полуостровом Лекки в Лагосской лагуне. Это главный деловой и финансовый центр Лагоса, Нигерия. Остров Виктория — один из самых эксклюзивных и дорогих районов Лагоса. Город и остров находятся в границах Ети-Осайского района местного самоуправления.

## История
Большая часть острова первоначально находилась под юрисдикцией лагосской семьи онируских вождей, арендаторы которой проживали на этой земле. В 1948 году Исполнительный совет по развитию Лагоса выплатил 250 000 фунтов стерлингов за землю, приобретенную у семьи Ониру, и еще 150 000 фунтов стерлингов за уничтожение жителей и святынь. Позднее жители были переселены в деревню Мароко. Первоначально остров Виктория был полностью окружен водой. На юге он граничил с Атлантическим океаном, на западе — с Лагосским заливом, на севере — с Пятикаури-Крик, и болотами на востоке. Колониальное правительство начало процесс засыпки восточных болот с целью сокращения площади размножения комаров. Это создало сухопутный мост между островом Виктория и полуостровом Лекки, положив конец его существованию как настоящего острова.
После обретения независимости сменявшие друг друга правительства штатов расширили развитие, завершилось строительство автомагистрали, соединяющей остров Виктория с островом Эпе. Эта деятельность, наряду с быстрой коммерциализацией острова Виктория, стимулировала жилищное строительство вдоль коридора Лекки-Европа, начиная с 1-й фазы проекта Лекки. Площадь сухопутного моста, состоящего из бывшего болота, превратилась в большой трущобный городок Мароко, в котором проживали многие из новых мигрантов в штат Лагос. Жители острова жаловались на эту проблему, в результате чего 14 июля 1990 года военный губернатор штата Раджи Расаки насильно выселил жителей острова, что привело к многочисленным ранениям. Губернатор Расаки и его вооруженные силы безопасности вызвали выселение до 300 000 жителей, некоторые из которых имели законное право собственности на свое имущество.
Этот новый район, созданный после выселения, получил название Дополнение острова Виктория. Он был очищен и продан покупателям жилья.
Последующая рекультивация расширила площадь участка до такой степени, что теперь пристройка острова Виктория соединена с полуостровом Лекки. Эта новая, расширенная территория получила название «Усадьба Ониру» в честь правящей семьи этого района.